# Доісторична Шрі-Ланка
Доісторичний період Шрі-Ланки охоплює період з 500 000 р. до н. е. по 125 000 р. до н. е. Ера охоплює палеоліт, мезоліт та ранню залізну добу. Серед печер часів палеоліту знайдених на Шрі-Ланці, Пахіянгала (названа на честь китайського бгікшу Фасяня), Батадомбалена та Белілена є найважливішими. У цих печерах археологи знайшли залишки анатомічно сучасних людей, яких вони назвали «людина Балангода», та інші докази які свідчать, що вони, можливо, займалися сільським господарством і утримували домашніх собак.
Одна з перших письмових згадок про острів міститься в індійському епосі Рамаяна, в якому наводяться подробиці королівства Ланка, створеного божественним скульптором Вішвакарма для Кубери, володаря багатства. Кажуть, що Кубера був повалений своїм демоном, зведеним братом Равана, могутнім імператором, який побудував міфічний літальний апарат Вімана. Сучасне місто Варіяпола описується як аеропорт Равани.
Ранні жителі Шрі-Ланки були предками веддів, корінного народу, чисельність якого зараз становить близько 2500 осіб. Ірландський історик XIX століття Джеймс Емерсон Теннент висловив припущення, що Ґалле, місто в південній частині Шрі-Ланки, було древнім морським портом Таршіша, з якого, як кажуть, царю Соломону привозили слонову кістку, павичів та інші цінності.